# آب‌باره
روستایی از توابع شهرستان دیواندره در استان کردستان است. طبق آمار سرشماری ابتدای سال ۱۳۸۳ روستاهای شهرستان دیواندره در این روستا ۴۴ خانواده و مجموعاً ۲۴۴ نفر زندگی می‌کنند.
قدمت این روستا به حدود ۵۰۰ سال پیش برمی‌گردد. نادرشاه افشار در سفر خود به مولان آباد خرخره برای زیات قرآن تاریخی شیخ حسن مولان آباد از این روستا عبور کرده‌است.

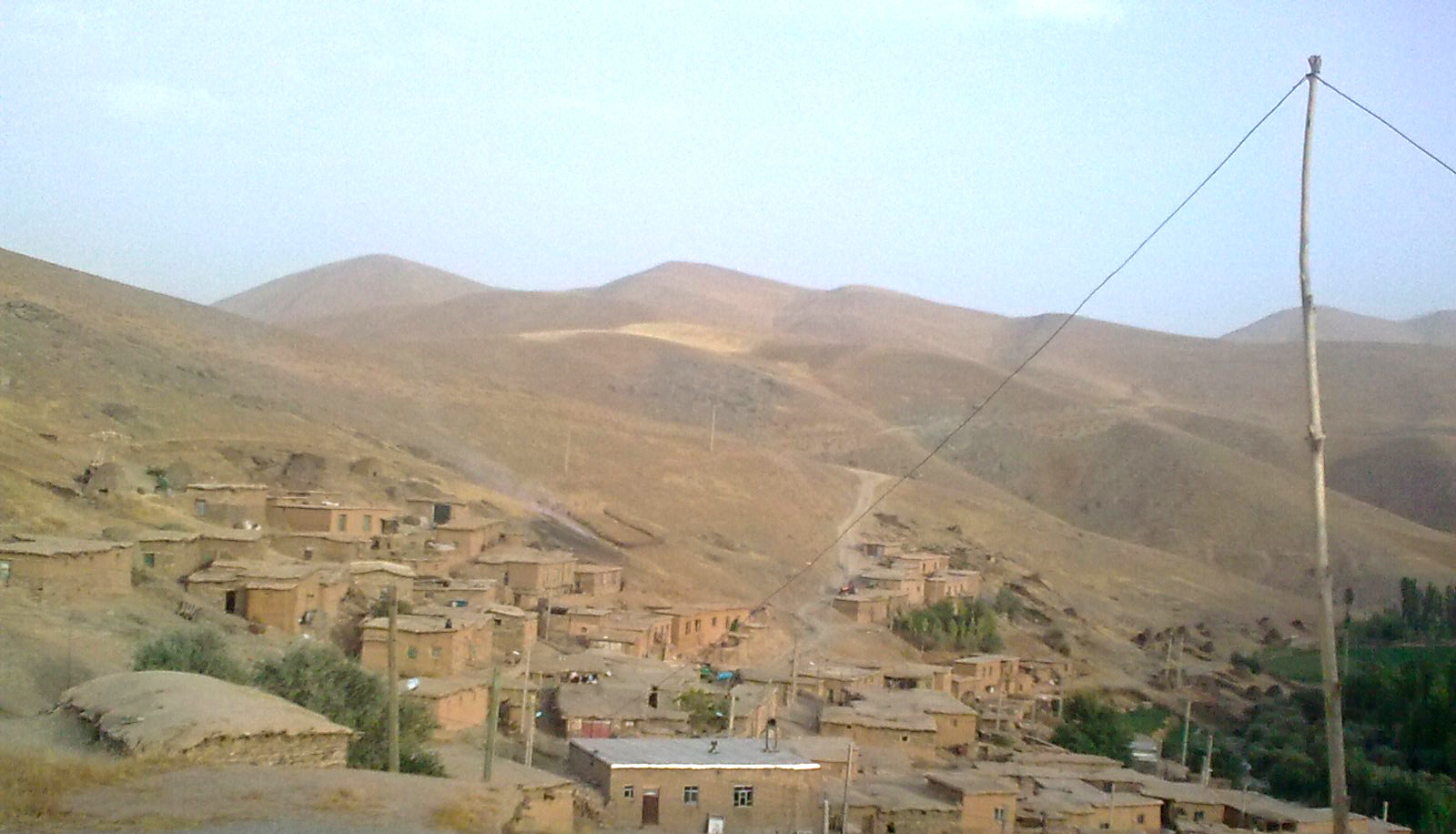
نمای از روستای آب باره

این روستا در چهل و پنج کیلومتری شهرستان دیواندره و در ۱۰ کیلومتری کوه چهل چشمه قرار دارد.
این روستا زادگاه ماموستاملا عبدالقادر زاهدی  عارف و اندیشمندان مذهبی کردستان می‌باشد.